# Musée Adzak
Musée Adzak (Adzakovo muzeum) je soukromé muzeum v Paříži. Nachází se ve 14. obvodu v ulici Rue Jonquoy č. 3. Muzeum je umístěno v bývalém ateliéru britského sochaře a fotografa Roye Adzaka (1927-1987), vlastním jménem Royston Wright. Muzeum vystavuje soudobé umění.